# 桃色大戰
《桃色大戰》（桃色大戦ぱいろん）是日本遊戲公司Extreme開發，於2008年9月開始正式營運的線上麻將遊戲，遊戲結合麻將與多部動漫作品加上原創的女性角色，並結合多位聲優所錄製的配音為賣點。
2011年後更與日本知名網站ニコニコアプリ合作推出線上WEB的版本，同年也由台灣遊戲公司極星數位簽下代理版權(台版命名：桃色大戰)，並預計於第四季正式進行營運。